# Березинская водная система

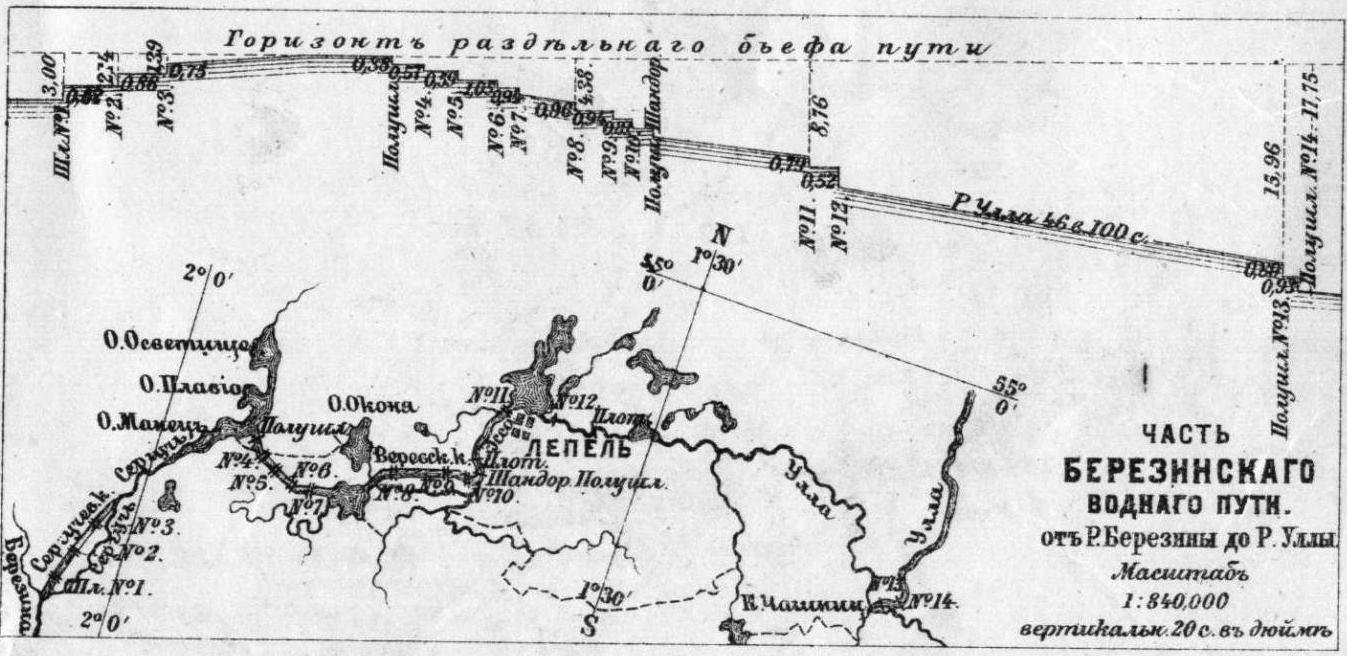
Часть Березинского водного пути (1898)

Березинская водная система (бел. Бярэзінская водная сістэма) — искусственный водный путь, соединявший бассейн Днепра с рекой Западная Двина. Длина реки — 162,1 км. Имелось 14 шлюзов и полушлюзов и 4 бейшлота. Эксплуатировалась преимущественно в XIX веке.
Березинская водная система шла по реке Березине от местечка Броды, Сергучскому каналу (3 шлюза; 8,7 км), реке Сергуч (Бузянка), озёрам Манец и Плавно (соединены каналом длиной 4 км), Березинскому каналу (4 шлюза; 7,6 км), озеру Береща, реке Береще, Веребскому каналу (2 шлюза; 2,6 км), реке Эссе, Первому Лепельскому каналу (2 шлюза; 8 км), Лепельскому озеру, Второму Лепельскому каналу (1 шлюз; 0,2 км), реке Улле, Чашникскому каналу (2 шлюза; 1,2 км), вновь по реке Улле, реке Западная Двина.

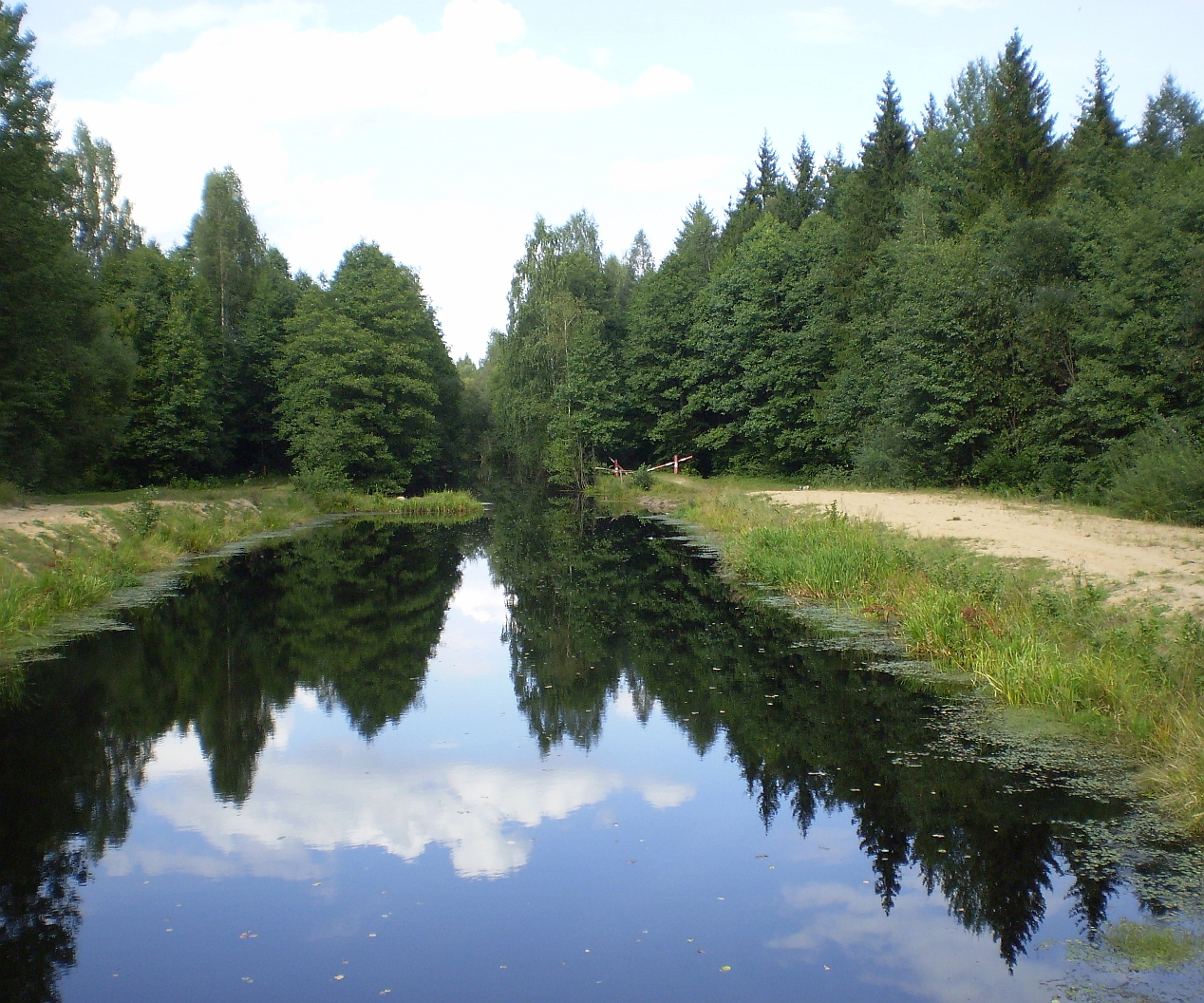
Сергучский канал

Мысль о соединении Днепра с Западной Двиной возникла за много времени до его постройки: ещё в конце царствования Сигизмунда III возник проект соединения бассейна р. Днепр с бассейном р. Неман посредством канала, который соединил бы Березину, впадающую в Днепр, с Вилией — притоком Немана. Королевич Владислав взял на себя исполнение этого проекта, утвержденного на Варшавском сейме 1631 года и известного под названием «Przekopanie nowego portu z nizu Berezyny rzeki do Wilii». Вследствие этого были назначены комиссары для осмотра местности и составления сметы расходов, но по неизвестным причинам задуманное не было осуществлено. Вероятно, во время исследований был составлен новый проект соединения Березины не с Вилией, а с Западной Двиной. Этот проект, найденный впоследствии среди официальных польских бумаг Борисовского земского суда, подал мысль Российскому правительству к устройству канала. Сам проект был разработан в 1701 году. Березинская водная система была построена в 1797—1805 годах (инженеры И. К. и Ф. И. Герарды, М. И. Фрейганг, Я. Э. Де Витте, Ф. П. Деволан). Реконструировалась в 1810—1812, 1823—1836, 1870—1880-х годах.
Система способствовала вывозу сельхозпродукции и сырья, а также леса из Могилёвской и Минской губерний к Рижскому порту. С 1805 до 1817 года кроме сплава леса по Березинской системе производилось и судоходство: ходили барки, полубарки, байдаки и лодки, нагруженные хлебом, солью, крупой и проч. В 1817 году судоходство прекратилось, так как в Борисове после сожженого во время Отечественной войны 1812 года моста, построен был мост без подъёма, что могли под ним проходить только плоты. С этого времени судоходство выше г. Борисова прекратилось, и спускался только лес. В 1843 году была проведена реконструкция: вместо прежнего моста в г. Борисове был построен подъемный мост, углублены каналы, перестроены шлюзы, но это уже не смогло вернуть прежнего судоходства, и по системе в основном сплавляли строевой лес (в конце XIX века проходило до 40—50 млн пудов груза). Конкуренция железных дорог привела к упадку системы в начале XX века. Тем не менее, ещё до 1941 года по части системы сплавляли лес, но во время Великой Отечественной войны шлюзы были взорваны, и каналы окончательно пришли в упадок.
В настоящее время часть каналов используется туристами — энтузиастами путешествий по водным путям.